# اعتصاب غذای ۲۰ زندانی در گوهردشت
اعتصاب غذای ۲۰ زندانی عقیدتی سیاسی در زندان گوهردشت یا رجایی‌شهر کرج از ۸ مرداد ۱۳۹۶ در اعتراض به فشارهای اعمال‌شده از سوی مسئولان زندان و انتقال آن‌ها به بند فوق امنیتی سالن ۱۰ در زندان گوهردشت (رجایی‌شهر)، آغاز گردید. زندانیان اعلام کردند که تا زمان بازگشت به سالن قبلی خود به اعتصاب غذا ادامه می‌دهند.

## پیشینه
بنا به گزارش‌های منتشر شده در ۹ مرداد ماه ۱۳۹۶ حدود پنجاه زندانی سیاسی محبوس در سالن ۱۲ اندرزگاه ۴ زندان گوهردشت کرج به یک بند تازه موسوم به سالن ۱۰ منتقل شده‌اند که محدودیت‌های بی‌سابقه‌ای به این زندانیان اعمال می‌شود. در پی اعتراض تمامی ۵۳ زندانی منتقل شده نسبت به این عمل شماری از آنان به سلول انفرادی منتقل شدند. بعد از اینکه به اعتراض زندانیان سیاسی رسیدگی نشد، آن‌ها دست به اعتصاب غذا زده‌اند.
عفو بین‌الملل گفت براساس اطلاعاتی که توسط این سازمان به دست آمده، در روزهای نخستین، مقامات به قصد تنبیه اعتصاب کنندگان، برخی از آن‌ها را تا حداکثر ۱۲ روز در سلول انفرادی نگه داشتند.
سازمان عفو بین‌الملل در بیانیه‌ای که در ۲۲ اوت برابر با ۳۱ مرداد صادر کرد نوشت: «شرایط زندانیان سیاسی زندان رجایی‌شهر کرج به قدری بد است که زندانیان برای ساده‌ترین حقوق و کرامت انسانی خود ناچار به اعتصاب غذا شده‌اند. این وضعیت ضرورت فوری اصلاح نظام بیرحمانه زندانها در ایران را برجسته می‌کند». این زندانیان علی‌رغم وخامت حال، از رسیدگی درمانی محروم مانده‌اند. این سازمان از دولت ایران خواست به گزارشگر ویژه سازمان ملل اجازه بازدید از زندان رجایی‌شهر را بدهد.
عاصمه جهانگیر، گزارشگر ویژه ملل متحد در مورد وضعیت حقوق بشر در ایران روز ۳۱ اوت ۲۰۱۷ با صدور بیانیه‌ای در مورد «وضعیت تعدادی از زندانیان و نحوه رفتار با آن‌ها در هنگام بازداشت که در اعتصاب غذای به درازا کشیده شده خود در اعتراض به انتقال آن‌ها به یک بخش فوق امنیتی زندان رجایی شهر واقع در غرب تهران هستند، نگرانی عمیق خود را» ابراز داشت.
زندان گوهردشت (رجایی‌شهر) در گوهردشت کرج در استان البرز واقع شده‌است.

## اسامی و وضعیت زندانیان اعتصابی
اسامی زندانیان در اعتصاب غذا عبارتند از: ابوالقاسم فولادوند، حسن صادقی، سعید ماسوری، رضا اکبری منفرد، جعفر (شاهین) اقدامی، خالد حردانی، محمد بنازاده امیرخیزی، محمدعلی (پیروز) منصوری، پیام شکیبا، امیر قاضیانی، شاهین ذوقی‌تبار، سعید شیرزاد، وحید صیادی نصیری، محمد نظری، ابراهیم فیروزی، سعید پورحیدر، مجید اسدی، زانیار مرادی، لقمان مرادی. فعال کارگری رضا شهابی نیز از ۱۷ مرداد ۱۳۹۶ اعتصاب غذای اعتراضی خود را آغاز کرده‌است.
بنا به گزارش‌های منتشر شده حال تعدادی از این زندانیان وخیم گزارش شده‌است و علی‌رغم این وضعیت مسئولان زندان این زندانیان را رسیدگی‌های پزشکی و معاینه در بهداری محروم کرده‌اند و هیچ‌گونه واکنشی نسبت به درخواست زندانیانی که در اعتراض به این انتقال دست به اعتصاب غذا زده‌اند، نداشته‌اند.

## وضعیت سالن امنیتی ۱۰ زندان
سالن ۱۰ زندان رجایی شهر به دوربین مدار بسته و سیستم شنود مجهز است؛ و حتی زندانیان در سرویس بهداشتی مجهز به دوربین‌های مدار بسته نیز تحت کنترل می‌باشند. این بند ۴۰ دوربین مداربسته و ۶۴ سیستم شنود دارد.
مأموران زندان علاوه بر این‌که لوازم شخصی زندانیان از قبیل کتاب، لباس و وسایل پخت‌وپز را به این بند منتقل نکرده‌اند، از دادن داروهای ضروری به زندانیان بیمار نیز ممانعت می‌کنند. همچنین هیچ‌کدام از وسایل زندانیان منجمله دستگاه‌های تصفیه آب و آب سردکن، یخچال‌ها، تلویزیون و مواد غذایی مصرفی زندانیان، به سالن ۱۰ منتقل نشده‌است به همین علت دسترسی زندانیان به آب کافی نیز محدود شده و به لحاظ مواد غذایی نیز فقط از جیره دولتی می‌توانند استفاده کنند.
عفو بین‌الملل در رابطه با شرایط این بند در بیانیه ۲۲ اوت خود گفت: «زندانیان سیاسی زندان رجایی شهر اخیراً به بند جدیدی منتقل شده‌اند که شرایط آن خفقان‌آور توصیف شده‌است. آن‌ها در اتاق‌هایی با پنجره‌هایی که با ورق فلزی پوشانده شده، نگهداری می‌شوند و از دسترسی به آب آشامیدنی سالم، غذا و تخت کافی محروم گشته‌اند. آن‌ها همچنین از ملاقات حضوری با خانواده و دسترسی به تلفن که معمولاً در سایر نقاط زندان موجود است، منع شده‌اند.»

## بیانیه ارگان‌های بین‌المللی

### بیانیه عفو بین‌الملل
سازمان عفو بین‌الملل روز سه شنبه ۲۲ اوت ۲۰۱۷ (۳۱ مرداد ۹۶) در بیانیه‌ای اعلام کرد وضعیت زندان رجایی شهر و شرایط موجود برای زندانیان سیاسی، شرم‌آور است. شرایط به‌اندازه‌ای بد است که در زندان رجایی شهر، زندانیان برای ساده‌ترین حقوق انسانی خود ناچار به اعتصاب غذا شده‌اند. ماگدلنا مغربی معاون بخش خاورمیانه و شمال آفریقا در این سازمان، با اشاره به اعتصاب غذای زندانیان، از مقام‌های حکومت ایران خواست که به سرعت خواسته‌های این زندانیان اعتصابی را برآورده کنند. وی همچنین گفت که گلرخ ایرایی، آتنا دائمی و مریم اکبری منفرد سه زندانی زن در زندان اوین نیز به تازگی در نامه‌ای خواستار رسیدگی به وضعیت زندانیان سیاسی رجایی شهر شده‌اند.
ماگدلنا مغربی گفت: «مقامات ایران با زندانی کردن ده‌ها زندانی عقیدتی پس از محاکمه‌های به شدت ناعادلانه تعهدهای حقوق بشری خود را زیر پا گذاشته‌اند. زندانیان عقیدتی اصلاً نباید پشت میله‌های زندان باشند اما به جای آن که از زندان آزاد شوند، با نگهداری در شرایط اسفناک مورد آزار و مجازات مضاعف هم قرار می‌گیرند. عفو بین‌الملل اطلاعاتی مبنی بر این که مقامات زندان پنجره‌های بند ۱۰ را با ورق‌های فلزی پوشانده و تمام درها و منافذ را جوشکاری کرده دریافت کرده‌است. این امر موجب گردش هوای محدود و بوی نم در اتاق‌ها شده و سلامت زندانیان، به ویژه کسانی که از بیماری‌های جدی رنج می‌برند، را به خطر انداخته‌است. زندانیان همچنین از اقدام بی‌سابقه نصب ده‌ها دوربین امنیتی و دستگاه‌های شنود در سرتاسر این بند زندان، حتی در توالت‌ها و حمام‌ها، ابراز خشم کرده‌اند، که مصداق نقض جدی حق حریم خصوصی آن‌ها است. به نظر می‌رسد این اقدامات سرکوبگرانه همراه با ممنوعیت دسترسی به تلفن و ملاقات‌های حضوری، بخشی از تلاش هماهنگ مقامات ایران است برای از بین بردن ارتباط زندانیان سیاسی با دنیای خارج و محدود کردن درز اطلاعات دربارهٔ موارد متعدد نقض حقوق بشر که زندانیان به‌طور مرتب در زندان رجایی شهر از آن رنج می‌برند.»

### سازمان ملل
عاصمه جهانگیر نماینده حقوق بشر سازمان ملل روز پنجشنبه ۳۱ اوت ۲۰۱۷ از ایران خواست تا اعتصاب غذای طولانی زندانیانی که علیه وضعیت زندان خود و انتقالشان به یک بخش امنیتی شدید اعتراض کرده‌اند را حل و فصل نماید… او نسبت به وضعیت ۵۳ زندانی از جمله ۱۵تن از پیروان آیین بهایی، که طی هفته‌های گذشته به یکی از بخش‌های فوق امنیتی زندان رجایی شهر در کرج واقع در غرب تهران منتقل شده‌اند، ابراز نگرانی کرد… جهانگیر طی بیانیه‌ای گفت، «من نسبت به گزارش‌های موجود مبنی بر وخامت شرایط درمانی زندانیانی که در اعتصاب غذا به‌سر می‌برند و نیز شکنجه و بدرفتاری با آن‌ها که از زمان انتقالشان همچنان ادامه یافته‌است، عمیقاً نگرانم». دفتر او نیز گفت، «گفته می‌شود که حداقل ۱۸تن از این ۵۳ تن در اعتصاب غذا به‌سر می‌برند».این بیانیه گفت این زندانیان بنا به گزارش‌ها از داشتن رسیدگی مناسب پزشکی محروم بوده و مواجه با بدرفتاری هستند.
بیانیه عاصمه جهانگیر نماینده حقوق بشر سازمان ملل توسط گزارشگر ویژه دربارهٔ حقوق هر فرد برای بهره‌مند شدن از بالاترین دسترسی به استانداردهای سلامت فیزیکی و روانی، داینوس پاراس (Dainius Pûras) و گزارشگر ویژه آزادی مذهب و عقیده آقای احمد شهید تأیید شده‌است.

## واکنش ایران
وزارت خارجه ایران از اظهار نظر در برابر اعتراضات حقوق بشر ساز مان ملل خودداری کرد.
عباس جعفری دولت‌آبادی، دادستان تهران، روز چهارشنبه اول شهریور اعلام کرد: «به برخی زندانیان که به اعتصاب غذا و سایر تهدیدها روی می‌آورند اعلام می‌کنیم که این اقدامات، اموری شکست‌خورده‌است و دستگاه قضایی تسلیم این موارد نمی‌شود.»

### افزایش فشار
بنابه گزارش‌های منتشر شده مردانی رئیس زندان گوهردشت کرج مردانی با تهدید به زندانیان سیاسی که در اعتصاب غذا به سر می‌بردند گفت: «به دکتر اجازه نمی‌دهم بیاد ببینتتون، چون این اعتصاب غذا را به رسمیت نمی‌شناسم.» به‌دنبال این تهدیدات طی هفته آخر مرداد ماه هیچ‌کدام از زندانیان سیاسی در اعتصاب غذا مورد معاینه پزشکی قرار نگرفته‌اند و در نتیجه وضعیت جسمی زندانیان سیاسی در حالت خطرناکی قرار دارد.
براساس اخبار منتشر شده در ۱۸ شهریور ۱۳۹۶ مقام‌های زندان گوهردشت با گذشت ۴۱ روز از اعتصاب غذای زندانیان آنان را «تهدید به تشکیل پرونده جدید» کرده‌اند. این در حالی است که با وجود «وخامت حال» تعدادی از زندانیان در حال اعتصاب غذا، مقام‌های قضایی و زندان رجایی شهر «از اعزام این زندانیان به بیمارستان خودداری می‌کنند».